# Stefan Frankiewicz

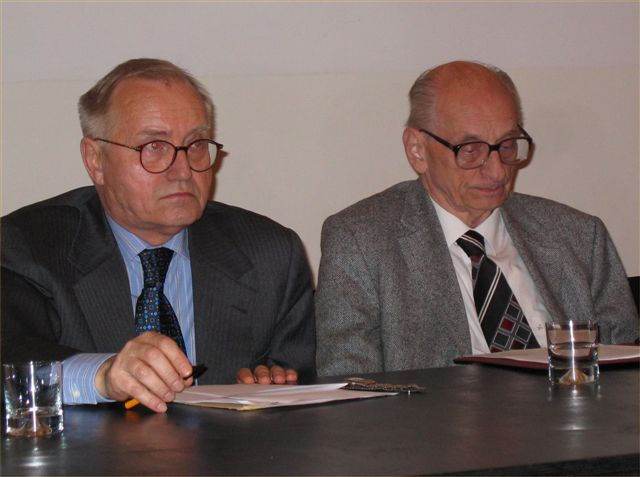
Stefan Frankiewicz i Władysław Bartoszewski (Warszawa 2004)

Stefan Frankiewicz (ur. 31 sierpnia 1940 w Grudziądzu) – polski historyk literatury, doktor nauk humanistycznych, działacz katolicki, publicysta, w latach 1995–2001 ambasador Rzeczypospolitej Polskiej przy Stolicy Apostolskiej.

## Życiorys
Studiował filologię polską na UMK w Toruniu (doktorat u prof. Konrada Górskiego). W latach 1966–1970 był sekretarzem toruńskiego KIK-u. Od 1970 publikował w Więzi, a w 1989 został redaktorem naczelnym tego czasopisma. W latach 1979–1989 mieszkał w Rzymie i był redaktorem polskiej edycji L’Osservatore Romano.
Członek PEN Club-u i Komisji Kultury Episkopatu Polski. Ambasador Polski przy Stolicy Apostolskiej i przy Zakonie Kawalerów Maltańskich w latach 1995–2001. Za zasługi dla Kościoła w 1997 odznaczony przez papieża Jana Pawła II Wielkim Krzyżem Orderu Piusa IX.